# Calle de San Vicente (San Sebastián)
La calle de San Vicente es una vía pública de la ciudad española de San Sebastián.

## Descripción
La vía nace de la calle de Narrica y llega hasta la de Aldamar, con cruce a medio camino con la de San Juan. Le da nombre la iglesia de San Vicente Mártir. Aparece descrita en Las calles de San Sebastián (1916) de Serapio Múgica Zufiria con las siguientes palabras:

Calle de San Vicente.—En el padrón del año 1566 se dice «la calle Denbeltrán con la acera de San Vicente.» En las Ordenanzas de 1630, se hace referencia también a los edificios inmediatos a San Vicente, aunque no aparece una vía pública con este nombre. Hoy se halla esta calle al contacto de la iglesia del mismo nombre, entre la Calle de Narrica y la de Aldamar. Por acuerdo de 13 de Abril de 1897, se la rotuló también San Bizente-Kalea.
(Múgica Zufiria, 1916, p. 121)